# Амплій
Амплій (лат. Ampliatus — «великий», «широкий»; I століття) — апостол з числа сімдесяти, єпископ Діоспольський, священномученик. Пам'ять в Православній церкві — 4 січня і 31 жовтня (за юліанським календарем).
Згадується у апостола Павла в Посланні до римлян: «вітайте Амплія, мого улюбленого в Господі» (Рим. 16:8). За переказами, Амплій був поставлений апостолом Андрієм єпископом в Діосполі (Палестина). За ревну проповідь Євангелія загинув мученицькою смертю від юдеїв.